# Оринџвил (Илиноис)
Оринџвил (енгл. Orangeville) град је у америчкој савезној држави Илиноис.

## Демографија
По попису из 2010. године број становника је 793, што је 42 (5,6%) становника више него 2000. године.
| Група             | 2000.       | 2010.       |
| Белци             | 742 (98,8%) | 777 (98,0%) |
| Афроамериканци    | 1 (0,1%)    | 0 (0,0%)    |
| Азијати           | 0 (0,0%)    | 1 (0,1%)    |
| Хиспаноамериканци | 7 (0,9%)    | 6 (0,8%)    |
| Укупно            | 751         | 793         |